# Departamento de Tunja
El departamento de Tunja es un extinto departamento de Colombia. Fue creado el 5 de agosto de 1908 y perduró hasta el 1 de enero de 1910, siendo parte de las reformas administrativas del presidente de la república Rafael Reyes respecto a división territorial. El departamento duró poco, pues Reyes fue depuesto en 1909 y todas sus medidas revertidas a finales del mismo año, por lo cual las 34 entidades territoriales creadas en 1908 fueron suprimidas y el país recobró la división política vigente en 1905, desapareciendo entonces Tunja como departamento y siendo reunificado el departamento de Boyacá.

## División territorial
El departamento estaba conformado por las provincias boyacenses de Centro, Neira, Tenza, Márquez y Chocontá.